# スプラッター・ナイト/血塗られた女子寮
『スプラッター・ナイト／血塗られた女子寮』（原題：The House on Sorority Row）は、1982年制作のアメリカ合衆国のホラー映画。
2009年にはリメイクされている。『スプラッター・ナイト 新・血塗られた女子寮』

## ストーリー
もうすぐ大学の卒業式、女子寮の生徒達は嬉しさで浮き足だっていた。だが、寮母のスレイター女史が浮かれる生徒を一切許さず厳しく当たる。卒業パーティの夜、スレイター女史と生徒のヴィッキーとが口論になり、気が収まらないヴィッキーは他の卒業生達と図って、スレイター女史にイタズラを仕掛ける事にする。スレイター女史を驚かせるイタズラのはずだったが、誤ってスレイター女史を死亡させてしまう。不慮の事故にどうしたらいいかもわからず、パーティの終わるまで死体を隠しておき、警察への通報もしないでおこうと話し合う。パーティが終わったその真夜中、女子生徒達は寮内に忍び寄る得体の知れない第三者によって、また一人殺されていく……。

## キャスト
- キャサリン: キャサリン・マクニール
- ヴィッキー: アイリーン・デヴィッドソン
- スレイター夫人: ロイス・ケルソ・ハント
- ベック医師: クリストファー・ローレンス
- リズ: ジャニス・ジド
- ジニー: ロビン・メロイ
- ダイアン: ハーレイ・ジェーン・コザック
- モーガン: ジョディ・ドレイギー
- スティービー: エレン・ドーシャー
- ピーター: マイケル・クーン
- リック: マイケル・セルジオ
- エリック: チャールズ・セリオ
- Mother: ルース・ウォルシュ

## 映像ソフト化
日本国内ではビデオソフト発売に止まり、DVD・BD化はされていない。

## 関連作品
- 暗闇にベルが鳴る - 深夜の女子寮に不審者が侵入して殺人を起こすという設定が共通している。
- スクリーム2 - 劇中に本作のタイトルを言う台詞がある。